# Sojuela
Sojuela ist eine spanische Gemeinde (Municipio) in der Region La Rioja im Norden von Spanien.

## Historie
Die Siedlung liegt ca. 15 km südlich von Logroño entfernt auf einer Höhe von 669 Metern im Tal Valle occidental del Iregua. Der Ort wurde zum ersten Mal im 11. Jahrhundert  in den Schriften des damaligen Königs  von Navarra  García Sánchez II de Pamplona erwähnt, als er das Land von Sojuela dem Kloster Monasterio de San Julián de Sojuela übertrug. Das Kloster San Julián wird in den Geschichtsbüchern als von großem Wert bezeichnet, als sich im Jahre 1044 dort die drei Könige Don Ramiro, König von Aragon, Don Fernando, König von León, und Don Garcia, König von Nájera, trafen und die Kampagne gegen die Araber für die folgenden Jahre entwarfen.
Die spätere Königin Estefanía de Foix verlieh den sieben Dörfern Entrena, Fuenmayor, Hornos de Moncalvillo, Velilla de la Rad, Medrano, Navarrete und Sojuela die Marktrechte und das Recht zum Weinbau. Bis 1811 gehörte das Land den Marquis de Villacampa und war Teil der Provinz Burgos.  Am 30. November 1833 wurden die Dörfer in die Provinz Logroño  eingegliedert.

## Wirtschaft
Die Sojuela ist seit jeher eine landwirtschaftlich geprägte Gemeinde mit ihren 600 Hektar Getreideflächen, 75 Hektar bewässerten Landes und rund 500 Hektar Weinbergen. Der Anbau von Reben in Sojuela ist sehr alt und ist mit der Geschichte des Klosters San Julian verbunden. In den Dokumenten aus dem 11. Jahrhundert sind die ersten Weinberge dokumentiert, die sich noch heute am Rande von Sojuela befinden. In einigen dieser Weingüter stehen noch heute  die alten Holzpressen. Eng verbunden mit den Weinbergen sind auch die zahlreichen alten Olivenbäume, die zusammen mit gepflegten Gärten von der Lage des Ortes zum Wasser im Delta der beiden Flüsse profitieren.
Im Jahre 1857 lebten dort 310 Einwohner. Danach reduzierte sich die Bevölkerung durch den Wegzug in die Hauptstadt. Den niedersten Einwohnerstand hatte Sojuela mit 86 Bewohnern im Jahre 2001. Durch den aufkommenden ländlichen Tourismus sowie die außergewöhnliche Lage zu den Bergen Sierra de Moncalvillo und die Nähe zur 15 Kilometer entfernten Hauptstadt hat die Bevölkerung wieder zugenommen. 2010 waren es 227 und Ende 2013 lebten wieder 266 Menschen in Sojuela.

## Sehenswertes
- Iglesia parroquial de Santa María del Pópulo, aus dem 16. Jahrhundert.
- Casa de la Nieve de Moncalvillo, ein Museum im Keller des Rathauses von Sojuela, das die Geschichte der ersten Kühlanlage aus dem Jahre 1597 im Dorf zeigt.
- Balsa de Sojuela, Stausee mit Mauer rund 1 Kilometer südlich von  Sojuela

## Sport
- Club de Golf de Sojuela